# Koncert na fortepian, trąbkę i orkiestrę (Szostakowicz)
Koncert na fortepian, trąbkę i orkiestrę smyczkową  c-moll op.35 Dmitrija Szostakowicza powstał w 1933 roku i jest jednym z najbardziej rozpoznawanych dzieł orkiestrowych tego kompozytora.
Jest to właściwie koncert fortepianowy z solową wirtuozowską partią trąbki, która dialoguje z fortepianem na wzór dawnych symfonii koncertujących.
Koncert składa się z 4 lub w innych interpretacjach 3 części:
1. Allegretto. Allegro vivace
2. Lento
3. Moderato
4. Allegro con brio. Presto.

Część pierwsza przedstawia dwa tematy: pierwszy poważny, drugi bardziej taneczny. Część druga to walc o tempie dość powolnym i rzewnym, zadumanym charakterze. Część trzecia to jakby krótki łącznik, z fantazyjnym krótkim wejściem fortepianu i mocną odpowiedzią orkiestry, w wielu wykonaniach płynnie przechodzi w część czwartą. Jest to finałowy popis trąbki, o charakterze typowo szostakowiczowskim – ruchliwym, groteskowym, z wieloma repetycjami.
Koncert miał prawykonanie w Petersburgu w 1933 roku a partię fortepianu grał sam kompozytor.